# Réserve écologique William-Baldwin
Die Réserve écologique William-Baldwin ist ein 291,38 ha großes Schutzgebiet im Westen der kanadischen Provinz Québec im Canton de Berry rund 50 km nordwestlich von Amos.

## Aufgabe
Der Park repräsentiert im Rahmen des Schutzgebietsystems der Provinz die Grafschaftsgemeinde Abitibi und insbesondere die dortigen Nieder- und Hochmoore.

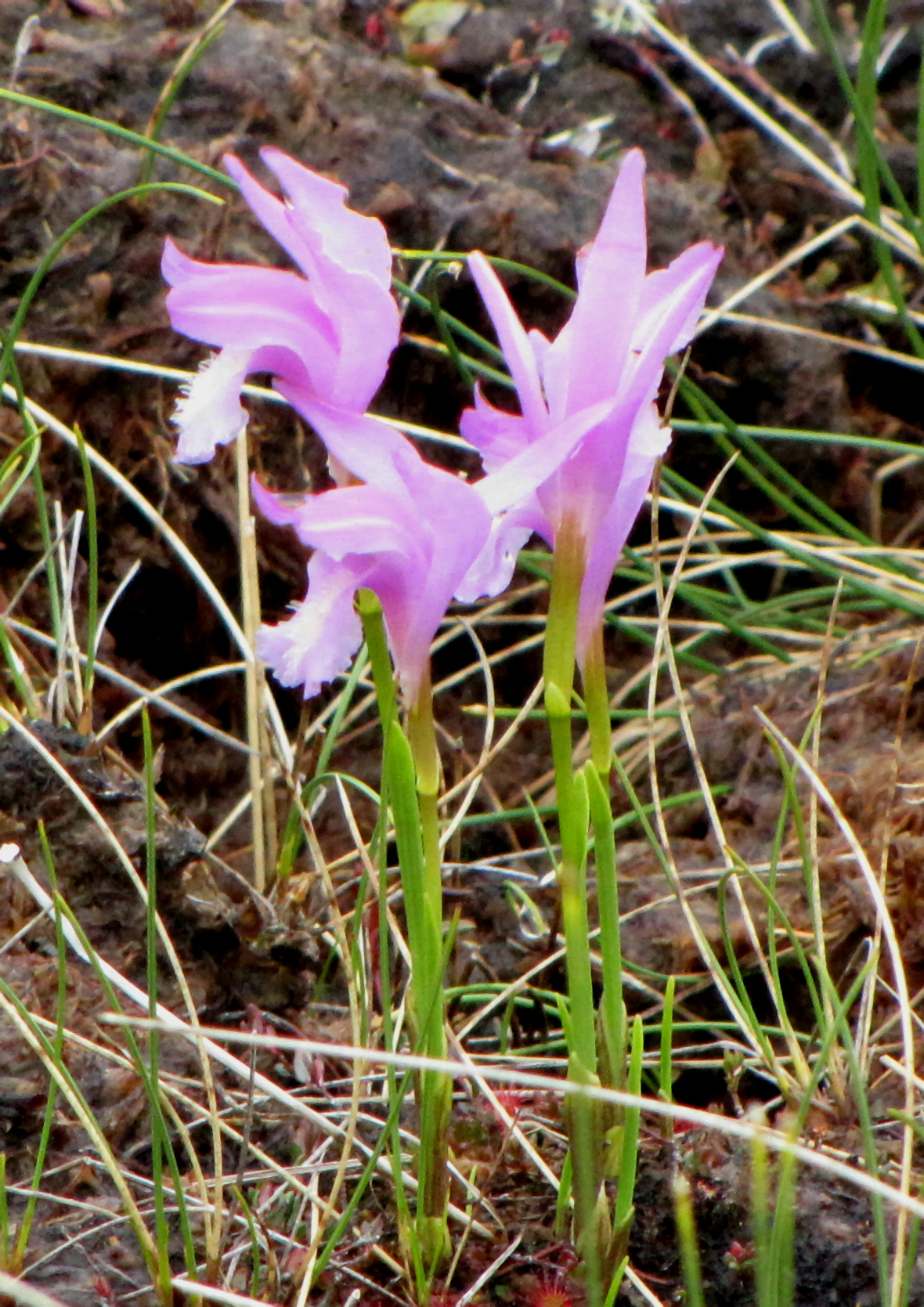
Arethusa bulbosa, die einzige Art in der Gattung Arethusa, bevorzugt sehr feuchte Standorte.

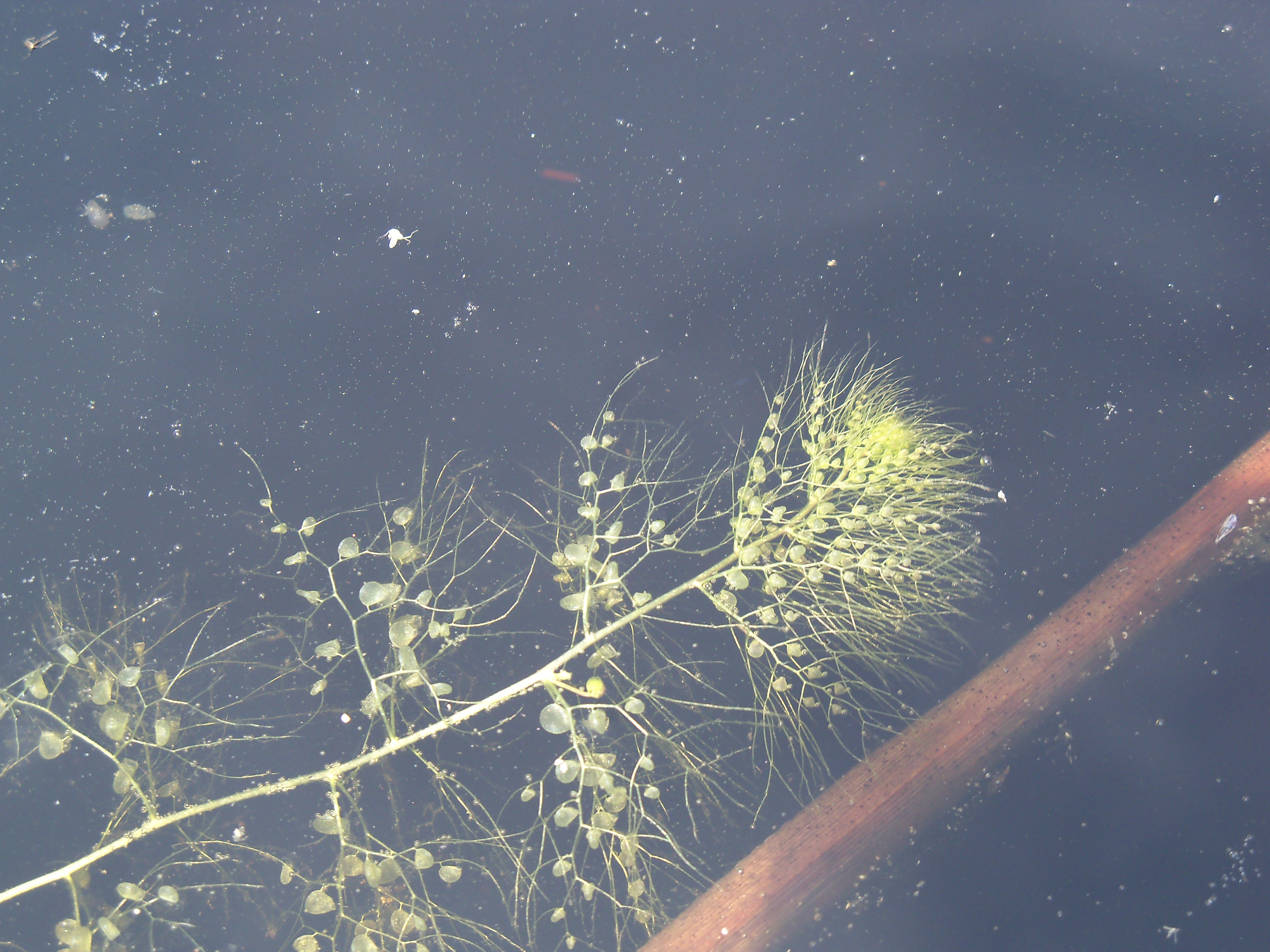
Utricularia geminiscapa

Das Gebiet befindet sich in einer Senke, etwa 300 m über dem Meeresspiegel. Dabei haben die Gletscher der letzten Eiszeit die Hügel abgeschliffen und die Senken partiell verfüllt. Die dort entstandenen Moore weisen eine durchschnittliche Höhe von 2,5 m auf.

## Flora
Fichten beherrschen den borealen Wald im Schutzgebiet; sie heißen dort nicht épicéa, wie in Frankreich, sondern épinettes, wobei die Akadier den Baum le prusse nennen. Hinzu kommen Ostamerikanische Lärchen, vor allem aber Gräser wie die Rasenbinse (Trichophorum cespitosum), die die Frankophonen Scirpe gazonnant nennen. Die Orchideenart Arethusa bulbosa gilt ebenso als gefährdet, wie  Langblättriger Sonnentau, Xyris montana aus der Familie der Xyridaceae und Utricularia geminiscapa aus der Gattung der Wasserschläuche.

## Namensgeber
Das Schutzgebiet wurde nach dem Botaniker William Kirwan Willcoks Baldwin benannt, der als Erster die Pflanzen in der Abitibi-Region untersuchte.